# O Božjem mestu
O Božjem mestu (De civitate Dei), delo sv. Avguština Hiponskega, s katerim se je ukvarjal okoli 13 let, je obsežno besedilo, ki bi ga lahko razdelili na dva poglavitna dela: prvi se nanaša na odgovore poganom, ki so kristjane krivili za oplenjenje Rima leta 410, drugi pa preučuje naravo družbe in sledi zgodovini dveh velikih skupnosti – zemeljske oz. posvetne in nebeške. Pri Avguštinovi teologiji zgodovine je poudarek na razkrivanju božjega načrta, ki ima za namen stvaritev nebeškega mesta. Avguštinova zgodovina je tako zgodovina boja dveh mest, nebeškega in posvetnega. Kar zadeva politično misel, Avguštin ni politični teoretik in ne skuša podati neke optimalne ureditve družbene oblike.

## Vsebina dela
Avguštin najprej pojasni težavo začetka oziroma stvarjenja sveta, ter spretno prikaže izvor zla v svetu, katerega vzrok je zloraba svobodne volje. Nato pa prikaže boj med dobrim in zlim, ki ga poosebi v podobi dveh mest: zemeljskega mesta – Babilona in nebeškega mesta Jeruzalema; ti dve prenese na lika Kajna in Abela, in spet slednja dva na dve vrsti ljubezni – do sebe in do Boga. Na koncu sta ti dve vrsti ljubezni vzrok za dva različna odnosa do sveta. Usmerjani sta glede na človekove strasti, ki so dobre ali zle. Opredelitev, kaj je dobro in kaj je zlo, pa se nanaša na naravni red. Bolj se od njega človek oddaljuje, bolj dopušča zlo. Z razumevanjem nastanka dveh tako različnih si skupnosti je moč spremljati burno zgodovino teh dveh mest. Avguštin vključi v razpravo še angele, ki pa ne poznajo takšnih dveh mest; oni so namreč s svojim izborom dobre ali zle ljubezni nemudoma prišli v končno fazo, ki pomeni ali večni raj ali večni pekel. Sicer pa Avguštin poleg končnega stanja loči še šest predhodnih obdobjih, ki pa se lahko združijo po dve skupaj:
1. Od Kajna in Abela do Abrahama: Z Adamom sta bili dve mesti razdeljeni le kot božje predznanje. O pravi ločitvi lahko govorimo šele z njegovima sinovoma Kajnom in Abelom. Kajn naj bi po svetopisemski prispodobi zgradil mesto, ki predstavlja tukajšnje blagostanje, Abel, ki je bil nedolžna žrtev Kajna, pa ga ni, pač pa je njegovo blagostanje v večnem življenju. Tako dva svetova obstajata prek Noetovih sinov Kama in Sema do Abrahama.
2. Od Abrahama do Kristusa – božje mesto: Božje metso se z Abrahamom začne jasneje kazati. Nastane izraelski narod, ki je nosilec božjih obljub. Ta narod še ne pripada božjemu mestu, ampak je njegova prerokba.
3. Od Abrahama do Kristusa – posvetno mesto: Tu se Avguštin posebej zaustavi pri Asircih in Rimljanih. Meni, da je Kristusov prihod naznanjen tudi poganom, in to v Sibilskih prerokbah, Sibila pa naj bi kot navdahnjena zagotovo pripadala božjemu mestu.

S prihodom Kristusa in ustanovitvijo Cerkve je postalo božje mesto nekako prisotno tudi zgodovinsko, ne samo duhovno. Avguštin Cerkev obravnava kot jasno znamenje božjega mesta, čeprav nekateri pripadniki Cerkve sodijo tudi v posvetno mesto. Razumljivo je, da po Avguštinovem prepričanju zgodovino vodi božja previdnost.
Pri Avguštinu je zaznati tudi obsežne politične misli, ki se v glavnem delijo na tri teme: družbeni položaj človeka, pojem ljudstva ter mir. Človek kot družbeno bitje je nagnjen k socialnem zbliževanju na treh ravneh: družina, mesto ali država (politična tvorba) ter vsi ljudje sveta. Politično skupnost je zasnoval Kajn, ko je njegovo potomstvo naraslo v ljudstvo. Ker je prav Kajn začetnik politične skupnosti, ima za Avguština pojem političnega negativen prizvok. Po drugi strani pa ima pojem tudi pozitivnost, saj politična tvorba pomeni porast prebivalstva, ki pa je ena osnovnih božjih želja. Ta pojem privede do naslednjega – to je ljudstvo. Zanj je pomembna kategorija pravičnosti, brez katere ljudstvo ne more obstajati ali vsaj obstati. Tako ima pojem političnega svoje bistvo v pravičnosti. Resnična pravičnost pa je tista, ki vrača to, kar je prejela, in se v končni fazi združi z ljubeznijo do Boga. Tu pa pride do paradoksa, saj je edina družba, ki je zasnovana na resnični pravičnosti, le božje mesto. Da je to res, Avguštin pokaže tako, da nadene politični tvorbi in ljudstvu novo definicijo, ki odslej temelje postavlja na ljubezni. S tem je eno mesto opisano kot skupek ljudi, ki usmerjajo ljubezen sami vase, drugo pa kot takšno, v katerem ljudje ljubezen usmerjajo v Boga. Kar zadeva mir, Avguštin ugotavlja, da se ta v polnosti odraža le v božjem mestu. Brez miru po njegovem mnenju ni obstoja, saj stvari dobijo možnost svojega obstoja v miru in razpadajo, če mir izginja. Vpraša se, zakaj ni miru, če pa si vsi ljudje želijo miru. Kot odgovor pravi, da je to zato, ker si vsak želi svoj mir, takšen, ki je vsakemu posamezniku po volji, zaradi česar pride do nesoglasij. Neko ljudstvo lahko živi v miru le, če imajo složno ljubezen do skupnega.